# Igor Morozov
Igor Morozov (sinh ngày 27 tháng 5 năm 1989) là một cầu thủ bóng đá Estonia gốc Nga thi đấu ở vị trí hậu vệ cho Levadia.

## Sự nghiệp câu lạc bộ

### Levadia
Morozov là sản phẩm của học viện bóng đá Levadia. Anh ra mắt đội một năm 2005 từng là đội trưởng của câu lạc bộ. Anh được bầu chọn Cầu thủ xuất sắc nhất năm Meistriliiga ở mùa giải 2012.

### Polonia Warszawa
Ngày 15 tháng 1 năm 2013 có thông báo rằng Morozov đã kí hợp đồng 2,5 năm với câu lạc bộ Polonia Warszawa của Ba Lan.

## Sự nghiệp quốc tế
Morozov ra mắt đội tuyển quốc gia ngày 31 tháng 5 năm 2008 trước Litva tại Cúp Baltic 2008.

## Danh hiệu

### Câu lạc bộ
Levadia
- Meistriliiga: 2006, 2008, 2009
- Cúp bóng đá Estonia: 2009–10, 2011–12
- Siêu cúp bóng đá Estonia: 2010

Debrecen
- Nemzeti Bajnokság I: 2013–14

### Cá nhân
- Cầu thủ xuất sắc nhất năm Meistriliiga: 2012
- Cầu thủ xuất sắc nhất năm Meistriliiga được người hâm mộ bình chọn: 2012